# Acton (Londres)
Acton és una gran àrea dins de la ciutat de Londres dins del districte (borough) d'Ealing, a l'oest de Londres, Anglaterra, a 6.1 milles (10 km) a l'oest de Charing Cross.
En el cens de 2011, els seus quatre barris, East Acton, Acton Central, South Acton i Southfield, tenien junts una població de 62.480 habitants amb un increment en deu anys de 8.791 persones. North Acton, West Acton, East Acton, South Acton, Acton Green, Acton Town, Acton Vale i Acton Central són tots parts d'Acton.
Acton significa "granja de roure" o "granja d'arbres de roure", i es deriva de les velles paraules angleses āc (roure) i tun (granja). Originalment un poble antic independent que formava part del comtat de Middle, quan Londres es va expandir, Acton va ser absorbit dins la ciutat. Des de 1965, Acton equival a l'est d'Ealing dins de la ciutat de Londres tot i que algunes parts d'East Acton es troben als districtes de Hammersmith i Fulham i una petita porció de South Acton es troba al districte londinenc de Hounslow. Acton i Harrow són els dos llocs amb el major nombre de llocs que porten el seu nom arreu del Regne Unit (a part dels noms de les estacions terminals de Londres), amb set cadascuna.
El centre d'Acton és sinònim del centre de comerç al detall a l'antiga carretera principal entre Londres i Oxford (Uxbridge Road); un recordatori de la història està a les pensions d'hostatge, que es remunten en alguns casos a la fi del període Tudor com a llocs de parada per als viatgers. Avui en dia, la principal via que uneix Londres i Oxford (l'autovia A40) no passa pel centre d'Acton, sinó que passa a través d'East Acton i North Acton.

## Galeria

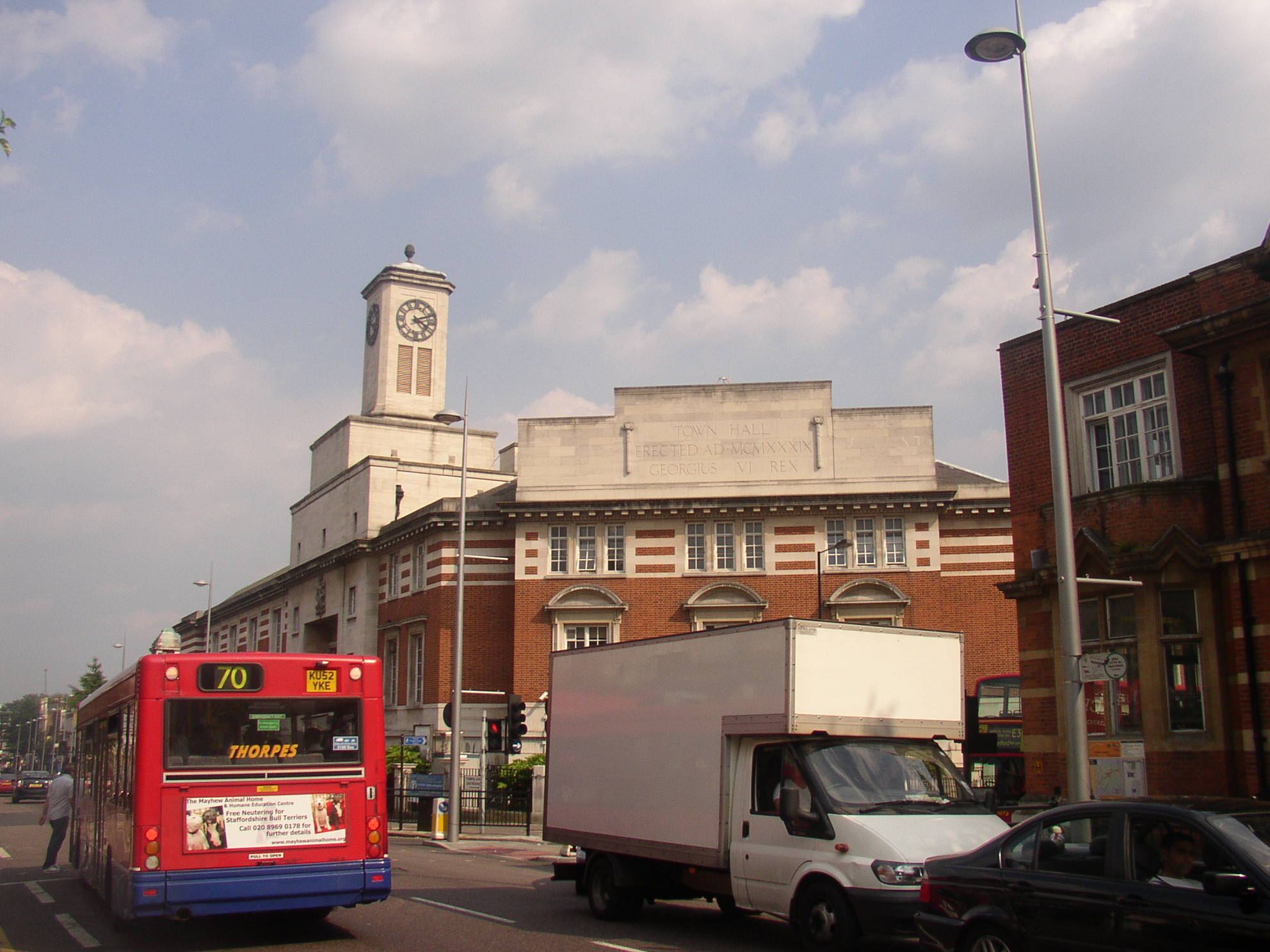
Ajuntament
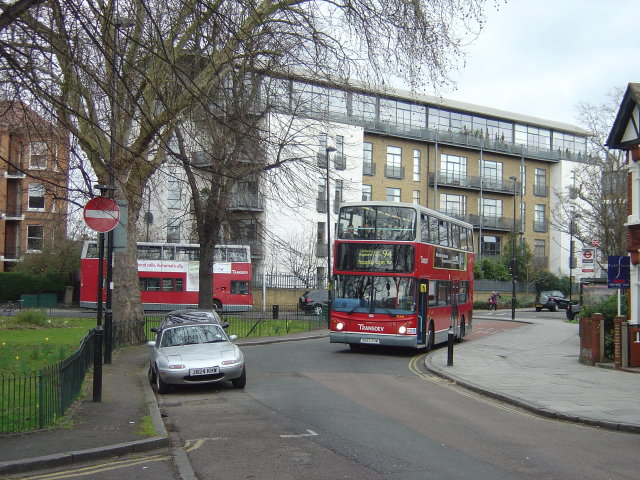
Estació termini
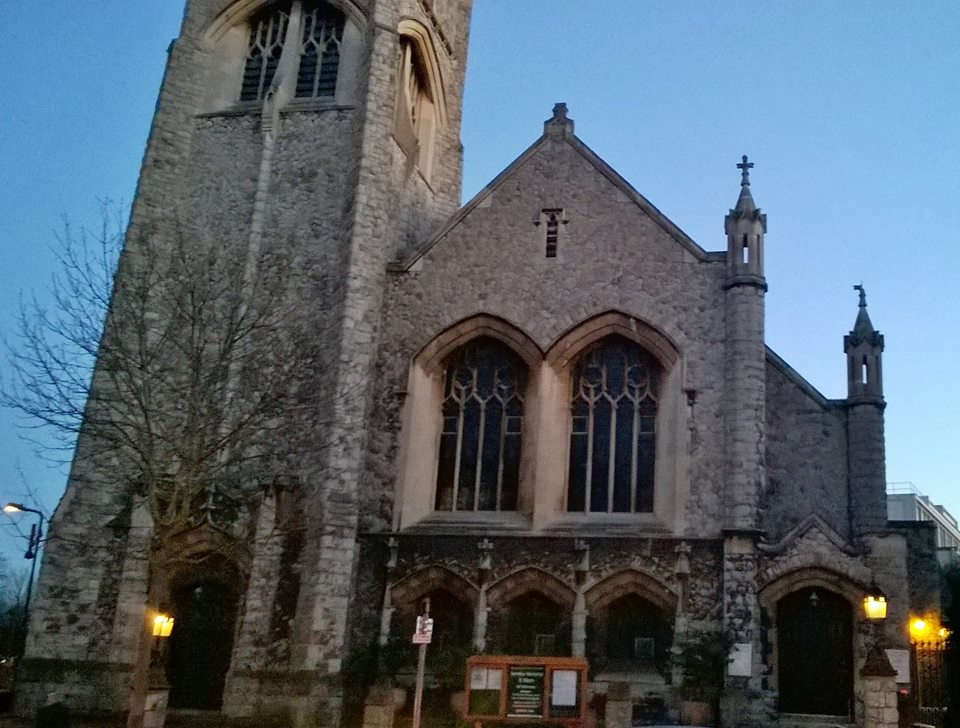
Església
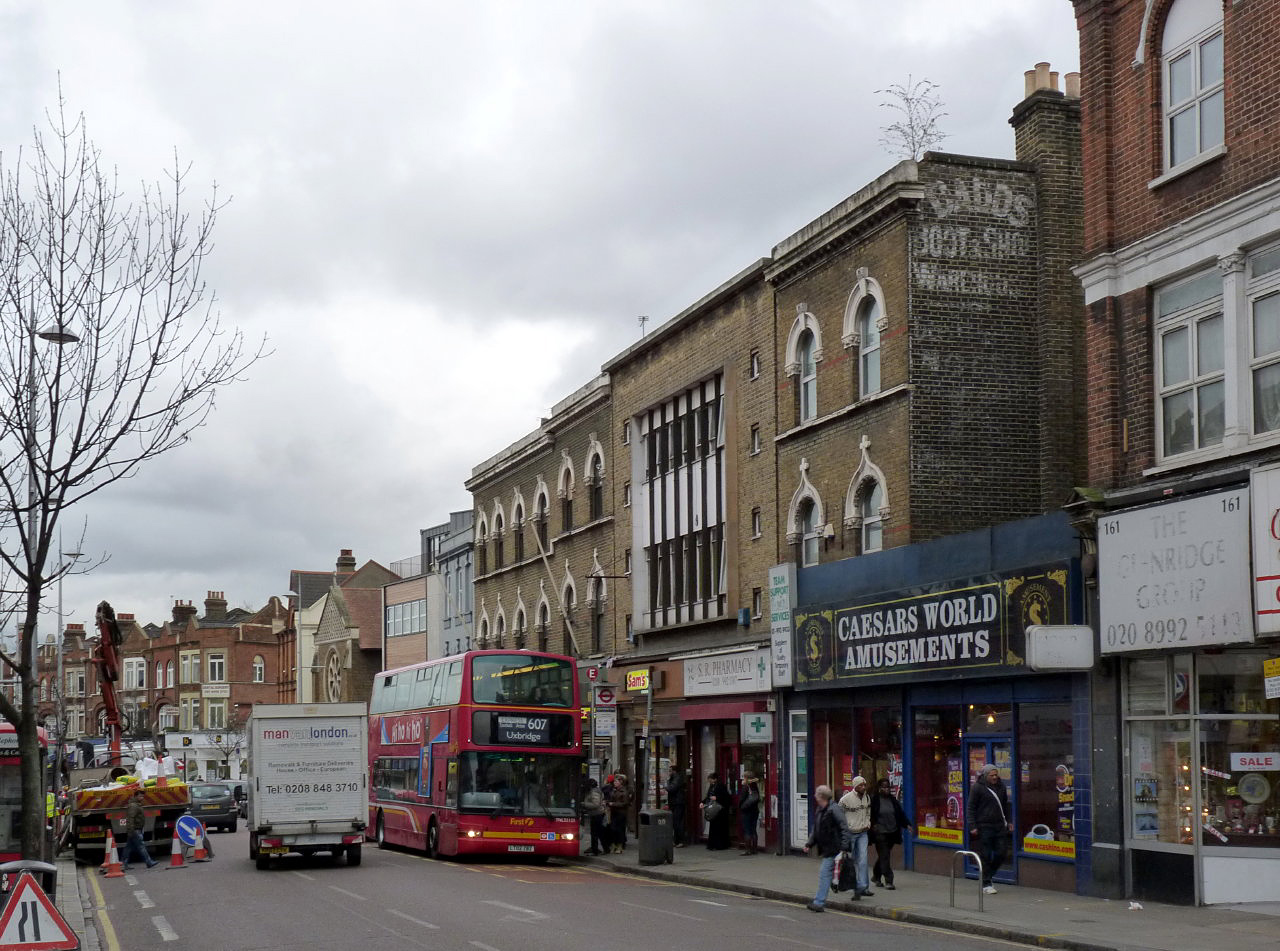
Carrer